# Ounionjärvi
Ounionjärvi är en sjö i Finland. Den ligger i kommunen Luumäki i landskapet Södra Karelen, i den södra delen av landet, 160 km nordost om huvudstaden Helsingfors. Ounionjärvi ligger 56,9 meter över havet. Arean är 1,76 kvadratkilometer och strandlinjen är 9,81 kilometer lång. Sjön  ingår i Virojokis huvudavrinningsområde.   I omgivningarna runt Ounionjärvi växer i huvudsak barrskog.
I övrigt finns följande i Ounionjärvi:
- Pienisaari (en ö)
- Kypersaari (en ö)
- Suurisaari (en ö)